# آبشار ترولهتن
آبشار ترولهتن (به انگلیسی: Trollhättan Falls) آبشاری است که در استان وسترا گوتلاند، سوئد واقع شده و ارتفاع کلی ریزشگاه آن ۳۲ متر (۱۰۵ فوت) است.